# Kilibo
Kilibo è un arrondissement del Benin situato nella città di Ouèssè (dipartimento delle Colline) con 12.393 abitanti (dato 2006).